# Ankatafa
Ankatafa är en ort i Madagaskar. Den ligger i den norra delen av landet, 600 km norr om huvudstaden Antananarivo. Ankatafa ligger 9 meter över havet och antalet invånare är 8 652.
Terrängen runt Ankatafa är platt åt sydost, men åt nordväst är den kuperad. Havet är nära Ankatafa åt nordväst. Runt Ankatafa är det ganska tätbefolkat, med 111 invånare per kvadratkilometer. Närmaste större samhälle är Ambanja, 10,1 km öster om Ankatafa. Omgivningarna runt Ankatafa är en mosaik av jordbruksmark och naturlig växtlighet.